# 楠溪江站
楠溪江站是杭温高速铁路上的中间站，位于中华人民共和国浙江省温州市永嘉县枫林镇，距离枫林镇中心、古街圣旨门不到1公里，4公里范围内可达苍坡古村、丽水街、狮子岩等周边景区。车站由上海局集团宁波车务段管理，办理客运业务，规模2台4线。
车站站房于2021年9月动工，2023年9月主体结构封顶，2024年9月6日正式开通运营。

## 车站结构
楠溪江站建筑面积9997平方米，外立面设计仿照了当地古村落的民居建筑。站房主体结构共两层，其中出站口位于一层；二层为进站层。车站候车室最多聚集人数为600人。车站站场规模2台4线。车站东北侧设综合维修工区，设大机停放线、工务作业车停放线和接触网作业车停放线各1条。